# Kokassen
Kokassen er en dansk naturfilm fra 1983 instrueret af Claus Bering efter eget manuskript.

## Handling
I filmen forklares, hvordan kokassen med filminstruktørens ord er: "Et eksempel på et af de grundlæggende principper bag al udfoldelse på kloden, nemlig omsætning og genbrug." Med dette som udgangspunkt giver Claus Bering en detaljeret og instruktiv gennemgang af det hektiske liv i kokassen. Masser af nærbilleder afslører det mylder af insekter, larver og svampe, som lever i koens efterladenskaber, og som hver for sig betyder noget for det videre liv.